# Pennisetum flaccidum
Pennisetum flaccidum är en gräsart som beskrevs av August Heinrich Rudolf Grisebach. Pennisetum flaccidum ingår i släktet borstgräs, och familjen gräs. Inga underarter finns listade i Catalogue of Life.